# Уробилиногеновые тела
Уробилиногеновые тела — производные билирубина. Существует несколько уробилиногеновых тел (уробилиноген, стеркобилиноген) и уробилиновых тел (уробилин, стеркобилин). Поскольку аналитическим путём разделить уробилиноген и стеркобилиноген сложно, название «уробилиноген» используется для обоих веществ.
Билирубин в основном выводится из организма с экскрементами, но сначала перерабатывается кишечной флорой. Билирубин переходит в уробилиноген отчасти уже в желчном пузыре, но окончательно процесс происходит в толстой кишке при помощи кишечной флоры. Бактериальные ферменты перерабатывают пигмент билирубин в уробилиногеновые тела (бесцветные соединения мезобилиноген — уробилиноген и стеркобилиноген (L-уробилиноген)).